# Fritz Spruth
Fritz Spruth (* 4. Februar 1895 in Siegen; † 13. August 1991 in Recklinghausen) war ein deutscher Bergwerksdirektor und Autor.

## Leben
Ab 1919 war Spruth im Steinkohlebergbau des im Oberbergamtsbezirk Breslau gelegenen Waldenburger Reviers tätig. Nach einem sodann absolvierten Studium in den Jahren 1920 und 1921 in Bonn und Berlin, schloss sich eine bis 1923 währende Zeit als Bergreferendar im Bonner Oberbergamt an. Sein beruflicher Weg führte ihn sodann in die Aktiengesellschaft Wintershall, bei der er als Direktor der Kalischächte Hüpstedt, Beberstedt und Felsenfest in Thüringen beschäftigt war. Sein nächster Arbeitgeber war die Hibernia AG, bei der er als Hilfsarbeiter in der Recklinghäuser Zeche General Blumenthal begann. In dieser Funktion arbeitete er bis 1927, anschließend hatte er bis 1933 seinen Arbeitsplatz in der Herner Hauptverwaltung des Unternehmens. Ab 1935 hatte er die Funktion des Werksdirektors der Zeche Wilhelmine Victoria inne. Nach Ablauf der 1933 in Kraft tretenden Eintrittssperre trat Spruth 1937 der NSDAP bei. Er war nach eigener Angabe seit 1935 Mitglied der SA und dort Rottenführer und berufsfachlich im NS-Bund Deutscher Technik organisiert.
Im Zweiten Weltkrieg zunächst als Soldat in Norwegen eingesetzt, übernahm er 1940 in Kattowitz die Position des Bergwerksdirektors in der dortigen Hauptverwaltung der Reichswerke Hermann Göring. Als solcher war er Vorstandsmitglied der Reichswerke Hermann Göring Oberschlesien. Der nach NS-Ende erfolgten Promotion in Aachen im Jahr 1946 zum Dr.-Ing. folgte eine erneute Tätigkeit für die Hibernia AG in deren Hauptverwaltung. Im Entnazifizierungsverfahren wurde Spruth zunächst als starker Förderer der NS-Bewegung schon vor 1933 beschrieben, im Berufungsverfahren dann aber als „unbelastet“ eingestuft.
Spruth, Vater von drei Töchtern und zwei Söhnen, galt auf dem Gebiet des Grubenausbaus international als Kapazität. Er verfasste einige als Standardwerke geltende Bücher über Bergbauprägungen und schrieb insbesondere für die Zeitschriften Der Anschnitt und Glückauf über numismatische Bergbauthemen.

## Veröffentlichungen (Auszug)
- Strebausbau in Stahl und Leichtmetall. Ein Handbuch für die Praxis, Essen 1963.
- Die Bergbauprägungen der Territorien an Eder, Lahn und Sieg, Bochum 1974
- Die Bergbauprägungen der rhein-pfälzischen Silbergruben, Bochum 1977
- Die Hildesheimer Bergbautaler des Bischofs Jobst Edmund von Brabeck der Grube St. Antonius Eremita in Hahnenklee, mit Vorwort von Willi Heim, Bochum 1981
- Die Oberharzer Ausbeutetaler von Braunschweig-Lüneburg im Rahmen der Geschichte ihrer Gruben, Bochum 1986
- Die Siegerländer Silber- und Kupferhütten, Bochum 1990